# Arna apicalis
Arna apicalis är en fjärilsart som beskrevs av Walker 1865. Arna apicalis ingår i släktet Arna och familjen tofsspinnare. Inga underarter finns listade i Catalogue of Life.